# Piraera
Piraera è un comune dell'Honduras facente parte del dipartimento di Lempira.
Il comune risultava già come entità autonoma nella divisione amministrativa del 1889.